# المستشفى القبطي
المستشفى القبطي هو اسم يطلق على ثلاثة مستشفيات: اثنان بمصر، أحدهما بمدينة القاهرة (ويتبع المؤسسة العلاجية) والآخر بمدينة الإسكندرية، أما الثالث فيوجد في العاصمة الكينية نيروبي.
تبنت الكنيسة القبطية المصرية فكرة إنشاء مستشفى في أواخر القرن التاسع عشر. لكن هذه الفكرة لم تخرج إلى النور إلا في عشرينيات القرن العشرين، عندما اتفق لفيف من الأطباء الأقباط (منهم المنياوي باشا ونجيب باشا محفوظ) على تأسيس المستشفى القبطي، الذي افتتح في الأزبكية واشتهر لعمل الدكتور نجيب باشا محفوظ فيه، وكان يديره مجلس إدارة تعينه الكنيسة. وما زال المستشفى القبطي بالقاهرة قائماً في نفس موقعه الأول: 175 شارع رمسيس بالأزبكية، أما في الإسكندرية فمقره في 4 شارع نصر أحمد زكي.
أممت الحكومة المصرية المستشفى القبطي في الستينيات، وأصبح تابعاً الآن للمؤسسة العلاجية بالقاهرة. أما المستشفيات القبطية خارج مصر فما زالت الكنيسة القبطية تشرف عليها.

## صور للمستشفى من الخارج

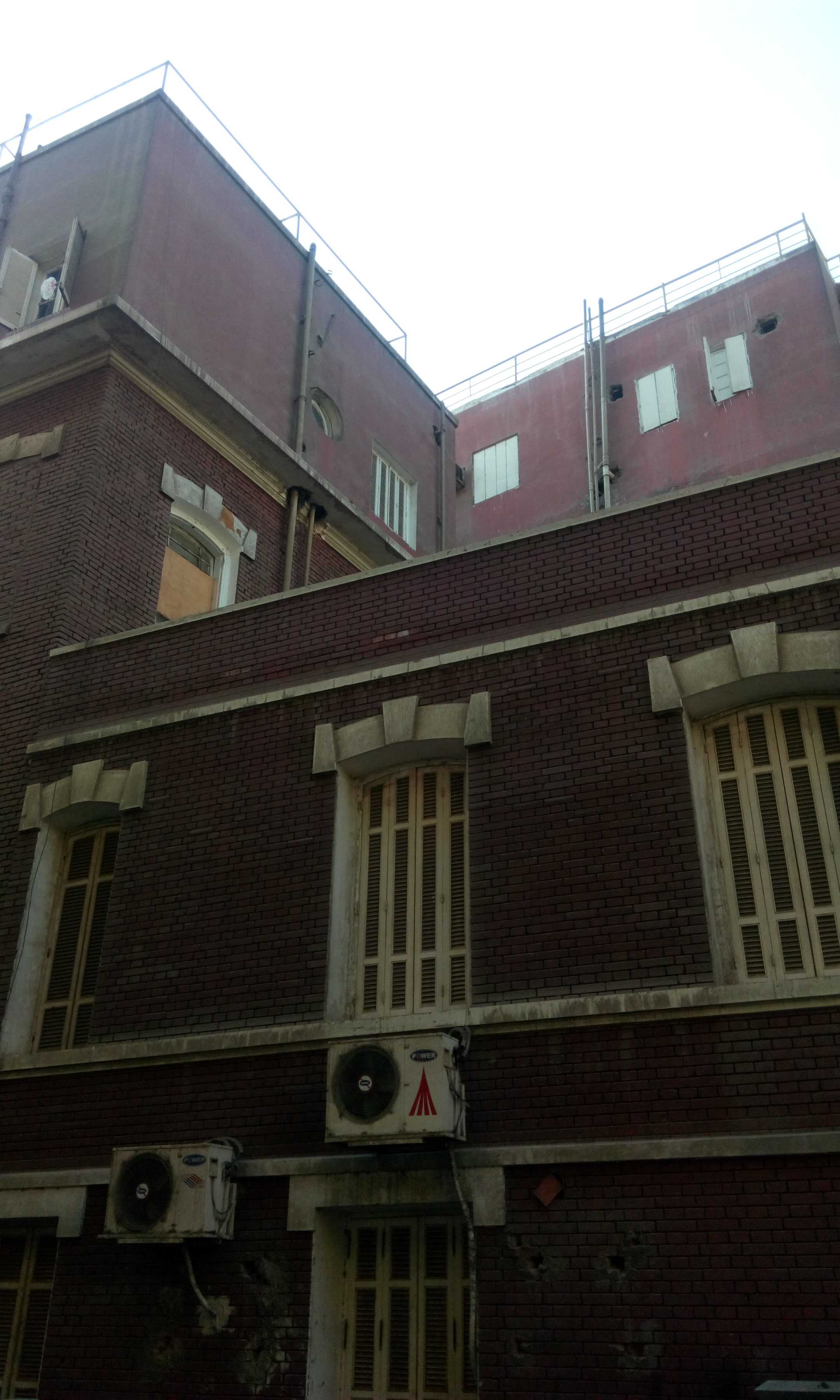
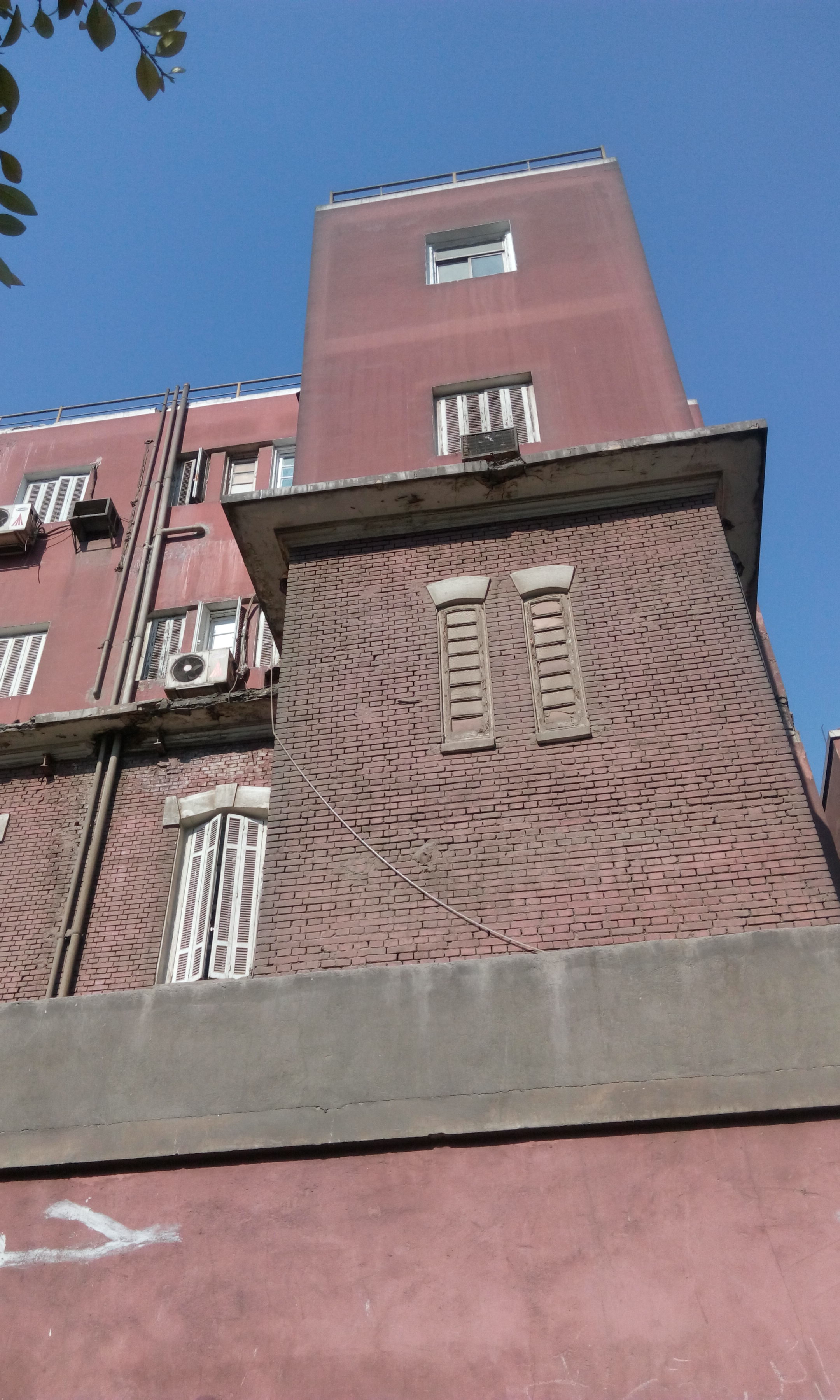
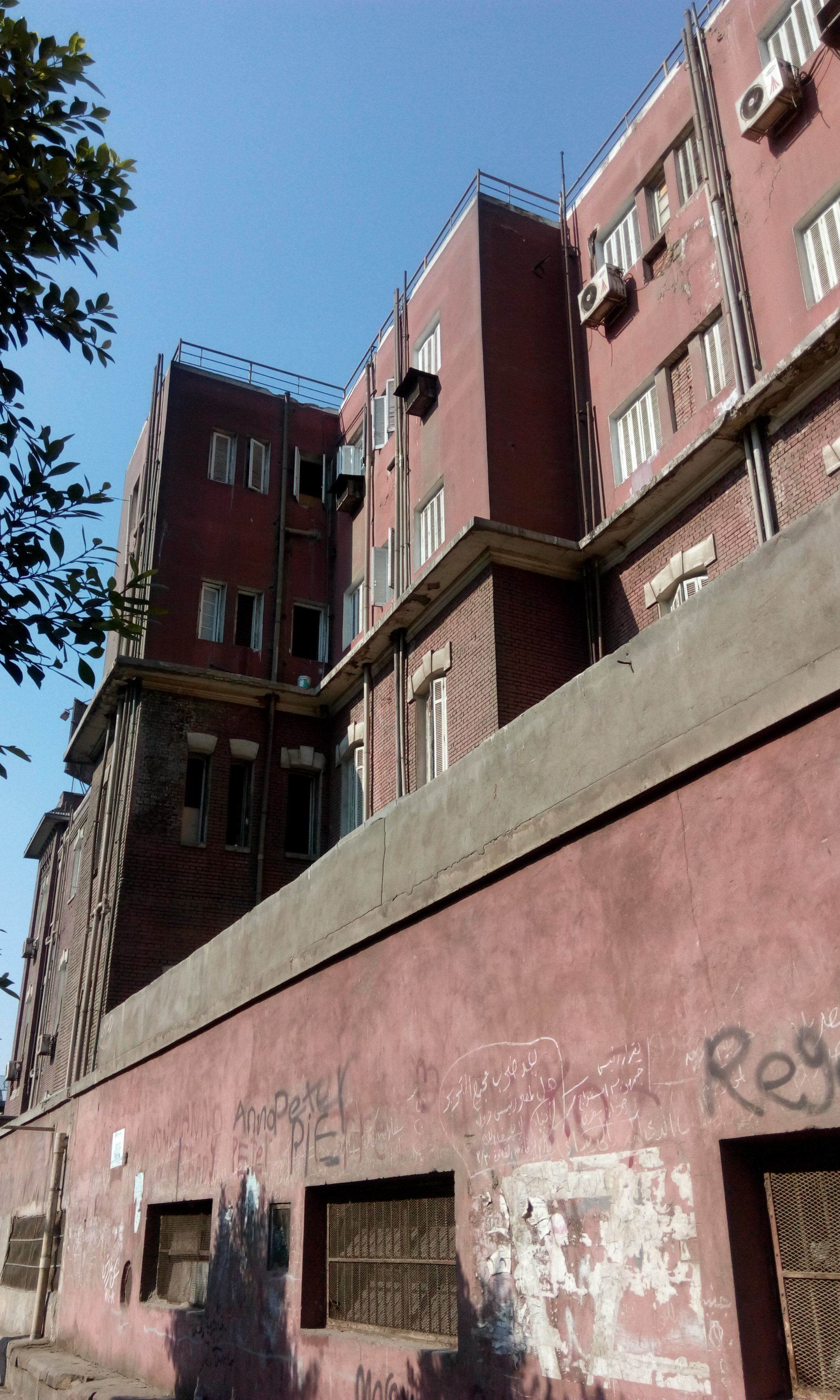
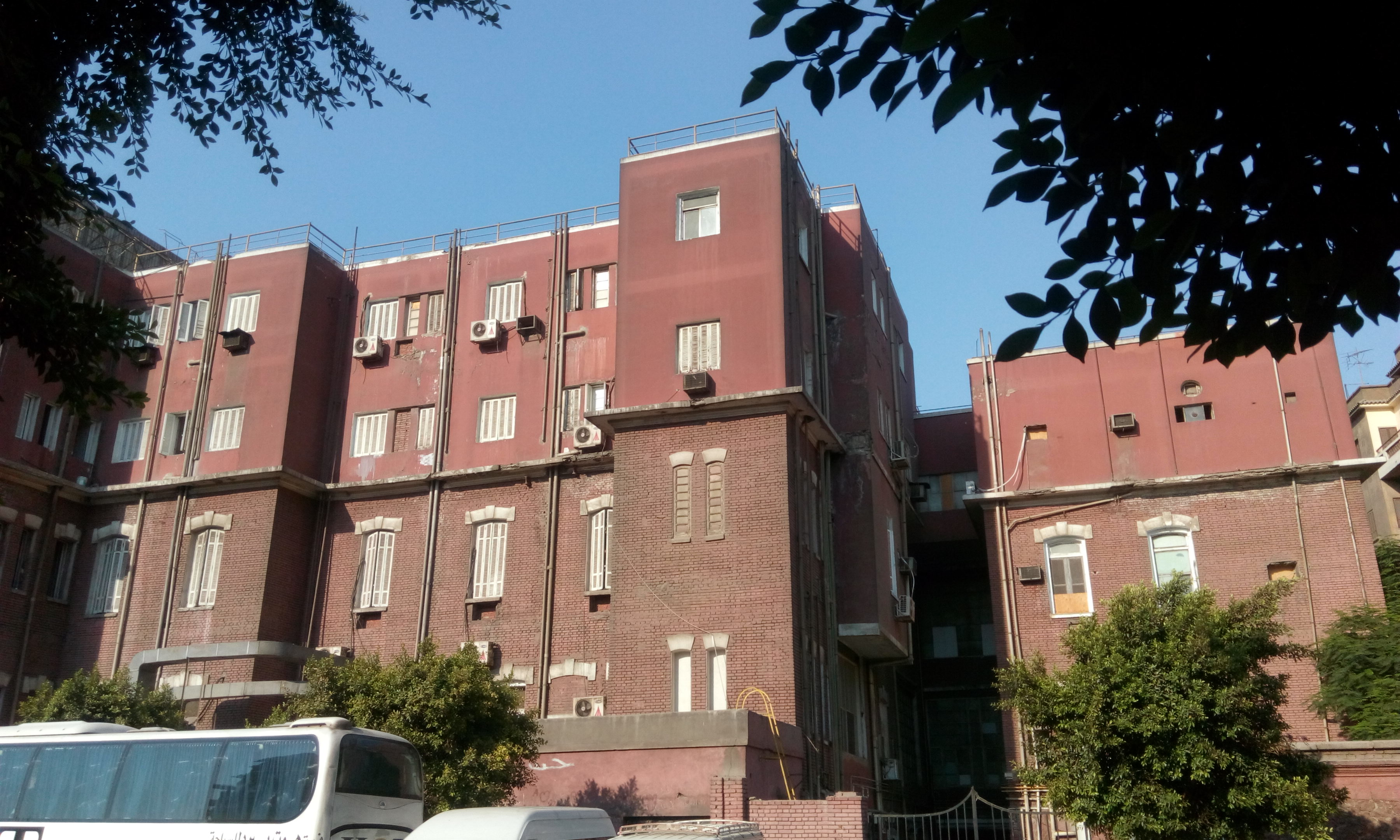
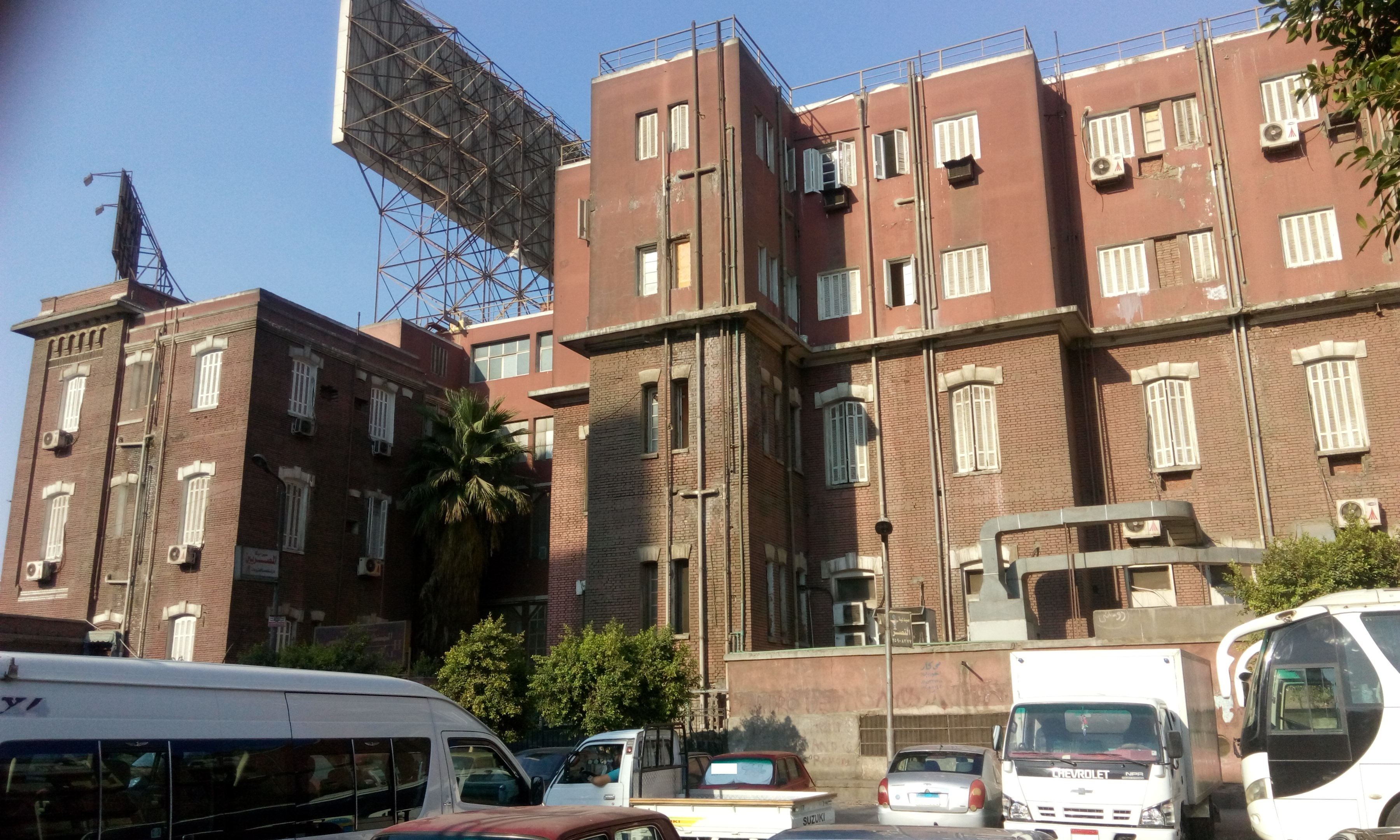

## وصلات خارجية
- Coptic medical Society, UK